# حكومة فارس الخوري الأولى
الحكومة السورية التي تشكلت في 14 أكتوبر 1944، هي الحكومة الثلاثين في تاريخ سوريا الحديث، والخامسة عشر في عهد الجمهورية السورية الأولى، والثانية في عهد شكري القوتلي. وأول حكومة يرأسها سوري مسيحي هو فارس الخوري. ولكون رئيس الوزراء مسؤولاً عن دائرتي الأوقاف والإفتاء، فقد فوّض صلاحياته لوزير العدل في هذا الخصوص.

## تشكيل ة الحكومة
| الترتيب | المنصب           | الصورة         | شاغل المنصب        | الحزب          | الحزب        | في المنصب من         | في المنصب حتى | ملاحظات |
| ------- | ---------------- | -------------- | ------------------ | -------------- | ------------ | -------------------- | ------------- | ------- |
| –       | رئيس الوزراء     |                | فارس الخوري        | الكتلة الوطنية |              | 14 تشرين الأول 1944  | 30 أيلول 1945 |         |
|         | الداخلية         |                | فارس الخوري        | الكتلة الوطنية |              | 14 تشرين الأول 1944  | 14 آذار 1945  |         |
|         | الداخلية         | صبري العسلي    | الكتلة الوطنية     |                | 14 آذار 1945 | 23 آب 1945           |               |         |
|         | المعارف          |                | فارس الخوري        | الكتلة الوطنية |              | 14 تشرين الأول 1944  | 14 آذار 1945  |         |
|         | المعارف          | أحمد الشراباتي | الكتلة الوطنية     |                | 14 آذار 1945 | 30 آيلول 1945        |               |         |
|         | الخارجية         |                | جميل مردم بك       | الكتلة الوطنية |              | 19 آب 1943           | 23 آب 1945    |         |
|         | الدفاع الوطني    |                | جميل مردم بك       | الكتلة الوطنية |              | 19 آب 1943           | 23 آب 1945    |         |
|         | الاقتصاد الوطني  |                | جميل مردم بك       | الكتلة الوطنية |              | 14 تشرين الثاني 1944 | 5 نيسـان 1945 |         |
|         | المالية          |                | خالد العظم         | مستقل          |              | 19 آب 1943           | 5 نيسـان 1945 |         |
|         | الإعاشة والتموين |                | خالد العظم         | مستقل          |              | 14 تشرين الثاني 1944 | 5 نيسـان 1945 |         |
|         | العدلية          |                | عبد الرحمن الكيالي | الكتلة الوطنية |              | 19 آب 1943           | 5 نيسـان 1945 |         |
|         | الأشغال العامة   |                | عبد الرحمن الكيالي | الكتلة الوطنية |              | 14 تشرين الثاني 1944 | 5 نيسـان 1945 |         |

## الملاحظات
1. ↑  فراغ الحقل لا يعني بالضرورة أن شاغل المنصب مستقل سياسياً أو غير حزبي، ولكن بسبب عدم توفر المعلومات أو المصادر.